# 王波 (1964年)
王波（1964年—），黑龙江哈尔滨人，汉族，女，中华人民共和国政治人物、第十二届全国人民代表大会黑龙江地区代表。
毕业于哈尔滨工业大学机械制造及自动化专业。担任哈尔滨电机厂有限责任公司数控编程室主任。2008年担任第十一届全国人民代表大会代表。2013年，被选为第十二届全国人民代表大会代表。